# Estádio Skonto

O Estádio Skonto é um estádio de futebol localizado em Riga, Letônia. Possui capacidade para 8 087 espectadores sentados e foi construído em 2000, sendo o segundo maior estádio do país.
É utilizado pelo Skonto FC (licenciado), Riga FC e pela Seleção Letã de Futebol.